# Temporada 1984-85 de los Philadelphia 76ers
La temporada 1984-85 fue la trigésimo sexta de los Philadelphia 76ers en la NBA, y la vigésimo segunda en Filadelfia, Pensilvania, tras haber jugado hasta entonces en Syracuse bajo el nombre de Syracuse Nationals. La temporada regular acabó con 58 victorias y 24 derrotas, ocupando el tercer puesto de la conferencia Este, clasificándose para los playoffs, en los que cayeron en las finales de conferencia ante Boston Celtics.

## Elecciones en el Draft
| Ronda | Puesto | Jugador         | Posición  | Nacionalidad   | Universidad         |
| ----- | ------ | --------------- | --------- | -------------- | ------------------- |
| 1     | 5      | Charles Barkley | Ala-Pívot | Estados Unidos | Auburn              |
| 1     | 10     | Leon Wood       | Escolta   | Estados Unidos | Cal State-Fullerton |
| 1     | 22     | Tom Sewell      | Escolta   | Estados Unidos | Lamar               |
| 3     | 68     | Butch Graves    | Base      | Estados Unidos | Yale                |

## Temporada regular
| División Atlántico   | División Atlántico | División Atlántico | División Atlántico | División Atlántico | División Atlántico | División Atlántico | División Atlántico | División Atlántico |
| Equipo               | G                  | P                  | %                  | PD                 | Casa               | Fuera              | Div                |                    |
| -------------------- | ------------------ | ------------------ | ------------------ | ------------------ | ------------------ | ------------------ | ------------------ | ------------------ |
| y-Boston Celtics     | 63                 | 19                 | .768               | –                  | 35–6               | 28–13              | 19–5               |                    |
| x-Philadelphia 76ers | 58                 | 24                 | .707               | 5                  | 34–7               | 24–17              | 15–9               |                    |
| x-New Jersey Nets    | 42                 | 40                 | .512               | 21                 | 27–14              | 15–26              | 13–11              |                    |
| x-Washington Bullets | 40                 | 42                 | .488               | 23                 | 28–13              | 12–29              | 11–13              |                    |
| New York Knicks      | 24                 | 58                 | .293               | 39                 | 19–22              | 5–36               | 2–22               |                    |

## Playoffs

### Primera ronda
Philadelphia 76ers vs. Washington Bullets 
| Fecha       | Partido                                        | Ciudad     |
| ----------- | ---------------------------------------------- | ---------- |
| 17 de abril | Philadelphia 76ers 104, Washington Bullets 97  | Filadelfia |
| 21 de abril | Philadelphia 76ers 113, Washington Bullets 94  | Filadelfia |
| 24 de abril | Washington Bullets 118, Philadelphia 76ers 100 | Landover   |
| 26 de abril | Washington Bullets 98, Philadelphia 76ers 106  | Landover   |
|             | Philadelphia 76ers gana las series 3-1         |            |

### Semifinales de Conferencia
Milwaukee Bucks vs. Philadelphia 76ers
| Fecha       | Partido                                     | Ciudad       |
| ----------- | ------------------------------------------- | ------------ |
| 28 de abril | Milwaukee Bucks 105, Philadelphia 76ers 127 | Milwaukee    |
| 30 de abril | Milwaukee Bucks 108, Philadelphia 76ers 112 | Milwaukee    |
| 3 de mayo   | Philadelphia 76ers 109, Milwaukee Bucks 104 | Philadelphia |
| 5 de mayo   | Philadelphia 76ers 121, Milwaukee Bucks 112 | Philadelphia |
|             | Philadelphia 76ers gana las series 4-0      |              |

### Finales de Conferencia
Boston Celtics vs. Philadelphia 76ers
| Fecha      | Partido                                    | Ciudad       |
| ---------- | ------------------------------------------ | ------------ |
| 12 de mayo | Boston Celtics 108, Philadelphia 76ers 93  | Boston       |
| 14 de mayo | Boston Celtics 106, Philadelphia 76ers 98  | Boston       |
| 18 de mayo | Philadelphia 76ers 94, Boston Celtics 105  | Philadelphia |
| 19 de mayo | Philadelphia 76ers 115, Boston Celtics 104 | Philadelphia |
| 22 de mayo | Boston Celtics 102, Philadelphia 76ers 100 | Boston       |
|            | Boston Celtics gana las series 4-1         |              |

## Estadísticas
| Rk | Jugador          | Edad | P  | PT | MP   | TC  | TCI  | %TC  | T3  | T3I | %T3  | TL  | TLI  | %TL  | RO  | RD  | RT   | AS  | RB  | TAP | BP  | FP  | PTS  |
| -- | ---------------- | ---- | -- | -- | ---- | --- | ---- | ---- | --- | --- | ---- | --- | ---- | ---- | --- | --- | ---- | --- | --- | --- | --- | --- | ---- |
| 1  | Moses Malone     | 29   | 79 | 79 | 37.4 | 7.6 | 16.3 | .469 | 0.0 | 0.0 | .000 | 9.3 | 11.4 | .815 | 4.9 | 8.2 | 13.1 | 1.6 | 0.8 | 1.6 | 3.6 | 2.7 | 24.6 |
| 2  | Maurice Cheeks   | 28   | 78 | 78 | 33.5 | 5.4 | 9.5  | .570 | 0.1 | 0.3 | .231 | 2.2 | 2.6  | .879 | 0.7 | 2.1 | 2.8  | 6.4 | 2.2 | 0.3 | 2.0 | 2.4 | 13.1 |
| 3  | Julius Erving    | 34   | 78 | 78 | 32.5 | 7.8 | 15.8 | .494 | 0.0 | 0.2 | .214 | 4.3 | 5.7  | .765 | 2.2 | 3.1 | 5.3  | 3.0 | 1.7 | 1.4 | 2.7 | 2.6 | 20.0 |
| 4  | Andrew Toney     | 27   | 70 | 65 | 32.0 | 6.4 | 13.1 | .492 | 0.6 | 1.5 | .371 | 4.4 | 5.1  | .862 | 0.5 | 2.0 | 2.5  | 5.2 | 0.9 | 0.3 | 3.2 | 3.0 | 17.8 |
| 5  | Charles Barkley  | 21   | 82 | 60 | 28.6 | 5.2 | 9.5  | .545 | 0.0 | 0.1 | .167 | 3.6 | 4.9  | .733 | 3.2 | 5.3 | 8.6  | 1.9 | 1.2 | 1.0 | 2.5 | 3.7 | 14.0 |
| 6  | Clint Richardson | 28   | 74 | 20 | 20.7 | 2.5 | 5.5  | .453 | 0.0 | 0.0 | .333 | 1.0 | 1.2  | .854 | 0.8 | 1.3 | 2.1  | 2.1 | 0.5 | 0.2 | 1.1 | 1.9 | 6.0  |
| 7  | Bobby Jones      | 33   | 80 | 8  | 20.4 | 2.6 | 4.8  | .538 | 0.0 | 0.1 | .000 | 2.3 | 2.7  | .861 | 1.3 | 2.4 | 3.7  | 1.9 | 1.1 | 0.6 | 1.5 | 2.3 | 7.5  |
| 8  | Sedale Threatt   | 23   | 82 | 0  | 15.9 | 2.3 | 5.1  | .452 | 0.0 | 0.3 | .182 | 0.8 | 1.1  | .733 | 0.3 | 1.0 | 1.2  | 2.1 | 1.0 | 0.2 | 1.2 | 2.1 | 5.4  |
| 9  | Clemon Johnson   | 28   | 58 | 0  | 15.1 | 2.0 | 4.1  | .498 | 0.0 | 0.0 | .000 | 0.6 | 0.8  | .735 | 1.6 | 2.2 | 3.8  | 0.6 | 0.3 | 0.8 | 0.7 | 1.9 | 4.7  |
| 10 | George Johnson   | 28   | 55 | 3  | 13.7 | 1.9 | 4.8  | .407 | 0.0 | 0.2 | .100 | 0.9 | 1.0  | .875 | 0.9 | 2.1 | 3.0  | 0.7 | 0.6 | 0.3 | 0.9 | 1.8 | 4.8  |
| 11 | Marc Iavaroni    | 28   | 12 | 10 | 13.0 | 1.0 | 2.6  | .387 | 0.0 | 0.0 |      | 0.5 | 0.5  | 1000 | 0.9 | 1.5 | 2.4  | 0.5 | 0.3 | 0.3 | 1.3 | 2.0 | 2.5  |
| 12 | Sam Williams     | 25   | 46 | 8  | 10.6 | 1.3 | 3.2  | .392 | 0.0 | 0.0 | .000 | 0.6 | 1.0  | .596 | 0.8 | 1.5 | 2.3  | 0.2 | 0.6 | 0.6 | 1.0 | 2.0 | 3.1  |
| 13 | Steve Hayes      | 29   | 11 | 0  | 9.2  | 0.9 | 1.6  | .556 | 0.0 | 0.0 |      | 0.2 | 0.4  | .500 | 1.0 | 2.1 | 3.1  | 0.1 | 0.1 | 0.4 | 0.2 | 1.7 | 2.0  |
| 14 | Leon Wood        | 22   | 38 | 1  | 7.1  | 1.3 | 3.5  | .373 | 0.1 | 0.8 | .133 | 0.5 | 0.7  | .692 | 0.1 | 0.4 | 0.5  | 1.2 | 0.2 | 0.0 | 0.7 | 0.4 | 3.2  |

## Galardones y récords
| Jugador         | Galardón                               |
| Moses Malone    | Mejor quinteto de la NBA All-Star      |
| Charles Barkley | Mejor quinteto de rookies de la NBA    |
| Maurice Cheeks  | Mejor quinteto defensivo de la NBA     |
| Bobby Jones     | 2.º Mejor quinteto defensivo de la NBA |
| Julius Erving   | All-Star                               |